# Nebenerwerb
Als Nebenerwerb wird eine Erwerbstätigkeit bezeichnet, die neben einer zeitlich überwiegenden hauptberuflichen Beschäftigung, einem Studium oder einer vorwiegenden Tätigkeit in Haushalt und Familie ausgeübt wird. Eine Nebenbeschäftigung wird allgemein nur angenommen, wenn der zeitliche Aufwand dafür weniger als ein Drittel der Hauptarbeitszeit beträgt. Als Anhaltspunkt kann § 138 Abs. 3 SGB III gelten, nach dem das Arbeitslosengeld bei einer Arbeitslosigkeit weiter gewährt wird, wenn der zeitliche Umfang eines Nebenerwerbs weniger als 15 Stunden wöchentlich beträgt. Durchschnittlich wenden Personen, die im Nebenerwerb ein Unternehmen betreiben, pro Woche 13 Stunden für ihre selbständige Tätigkeit auf.
Der Nebenerwerb ist zum Beispiel bei folgenden Einkunftsarten üblich:
- im Bereich der Landwirtschaft als Nebenerwerbsbetrieb („Feierabendbauer“)
- im Bereich der nichtselbständigen Arbeit als Nebenberuf oder Nebentätigkeit
- im Bereich der Einkünfte aus selbständiger Arbeit
- Privatvermietung: (Vermietung und private Zimmervermietung)
- und als gewerblicher Nebenerwerb

Der Beginn einer Selbständigkeit im Nebenerwerb ist mit 59 Prozent die häufigste Art der Existenzgründung in Deutschland (Vollerwerb 41 Prozent). 
Als Vorteile einer Nebenerwerbstätigkeit gelten:
- Sie ist eine Möglichkeit, den Schritt in die Selbständigkeit zu testen, ohne vorerst die Sicherheit eines festen Arbeitsplatzes aufzugeben
- Oft ist bei Nebenerwerbsgründungen der Kapitalbedarf gering und kann aus dem Haupterwerb gedeckt werden
- Es können die beruflichen Fähigkeiten in einem anderen Bereich getestet werden, was bei der Haupttätigkeit meist nicht möglich ist

Nachteile können sein:
- Doppelbelastung und draus resultierender Stress
- Vernachlässigung der Haupttätigkeit und ggf. daraus folgende Abmahnung durch den Arbeitgeber
- Bei Scheitern des Unternehmens droht meist die Privatinsolvenz

Eine Nebentätigkeit kann anzeigepflichtig oder je nach Art der Tätigkeit zusätzlich genehmigungspflichtig sein. Die gesetzlich zulässige Höchstarbeitszeit darf nicht überschritten werden. Dies sind in Deutschland bis zu 10 Stunden täglich gemäß § 3 Arbeitszeitgesetz.
In Deutschland hatten im Jahr 2003 fast eine Million Menschen über den Nebenerwerb den Schritt in die Selbständigkeit durchgeführt, und ein Drittel dieser Nebenerwerbsgründungen plante, die Selbständigkeit zukünftig zum Vollerwerb auszubauen.